# Maarten van der Weijden
Maarten van der Weijden (* 31. března 1981, Alkmaar) je nizozemský plavec, který se specializuje na závody v dálkovém plavání. Je mistrem světa a olympijským vítězem.

## Sportovní kariéra
Koncem devadesátých let byl nadějným nizozemským talentem, který se účastnil závodů volným stylem od 400 metrů po 5 kilometrů. V roce 2001 však jeho kariéru přerušila leukémie. Po úspěšné léčbě se v roce 2003 vrátil k plavání a více se orientoval na dálkové plavání. Pravidelně se účastní mistrovství světa i Evropy. V roce 2004 přeplaval holandské jezero IJsselmeer v rekordním čase 4:20,58 hod (předchozí rekord překonal o 15 minut) a prémii 50 tisíc euro věnoval na výzkum rakoviny. Peníze na tyto účely se snažil získávat i jinými projekty. Provozoval webové stránky "Maarten van der Weijden zwemt tegen kanker" ("Maarten van der Weijden plave proti rakovině").
Po výkonnostní stránce se postupně zlepšoval, v letech 2005 až 2007 vyhrál několik závodů Světového poháru a v roce 2007 skončil v celkové klasifikaci druhý. V roce 2008 zvítězil na mistrovství světa v dálkovém plavání v závodě na 25 kilometrů a byl třetí na 5 kilometrů. Vybojoval si tak účast v závodě na 10 km na olympijských hrách 2008 v Pekingu. Tam dokázal zvítězit, když těsně porazil Brita Davida Daviese a Němce Thomase Lurze. V tomto roce byl jmenován nizozemským sportovcem roku. Poté oznámil ukončení profesionální kariéry.

## Ocenění
- nizozemský sportovec roku 2008